# Agardsgatan

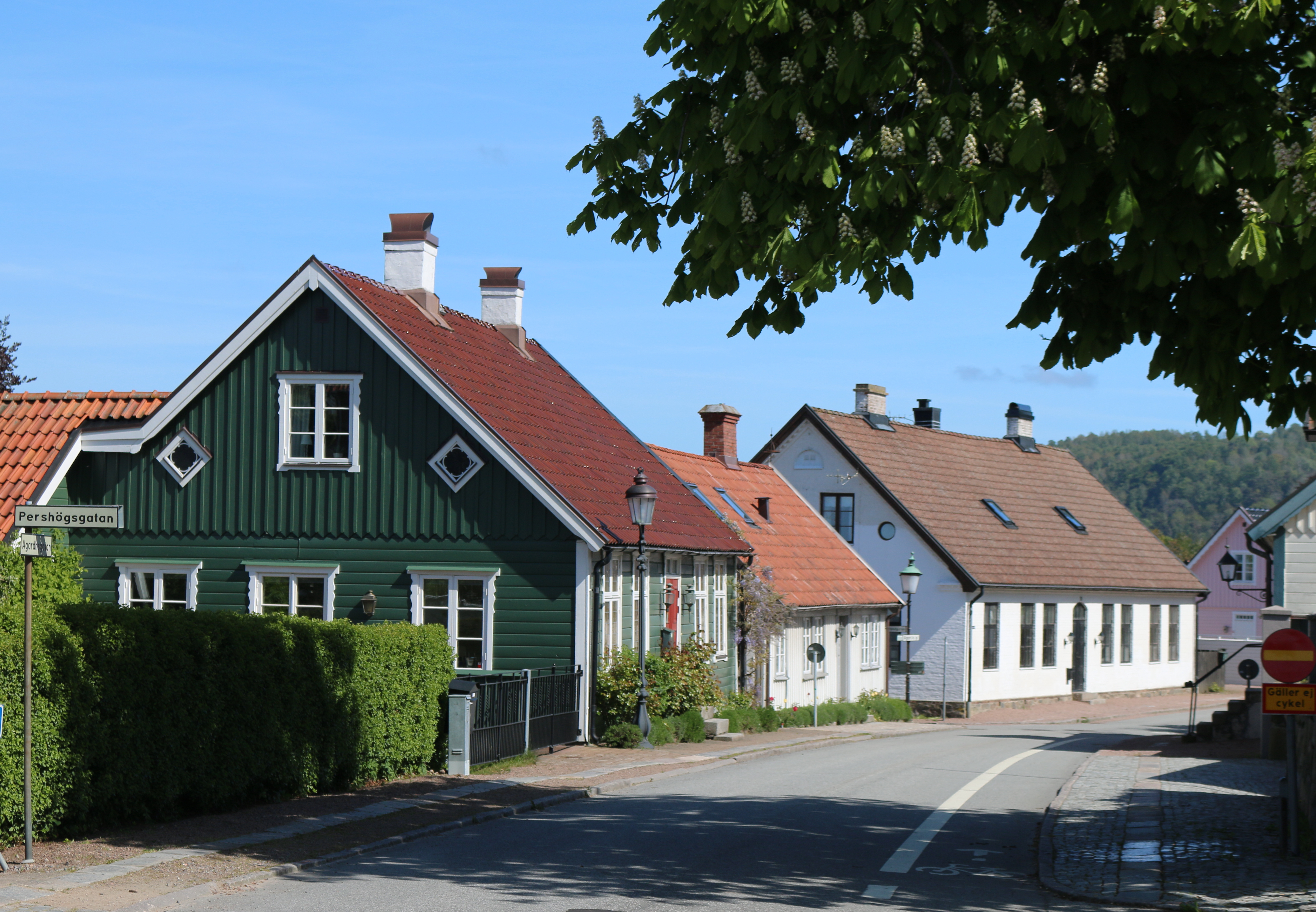
Agardsgatan.

Agardsgatan i Båstad är den gata som har de äldsta husen. Agardhska gården är ett av dem. Gården ägdes på 1700-talet av Jürgen Agardh. 
På Agardhsgatan ligger även Märta Måås-Fjetterströms verkstad.